# Jeuleupe
Jeuleupe is een bestuurslaag in het regentschap Pidie van de provincie Atjeh, Indonesië. Jeuleupe telt 228 inwoners (volkstelling 2010).